# 沙打旺
斜茎黄耆（学名：Astragalus adsurgens），俗稱沙打旺，是豆科黄芪属的一种植物。具有防风固沙和水土保持的作用。

## 形态
多年生草本，高50～70厘米。根系发达，主根粗壮，入土深1～1.3米，侧根发达，着生大量根瘤。总状花序腋生，小花密集，蝶形花冠，花为蓝紫色或紫红色；矩圆形荚果，先端具有下弯的短喙，含褐色种子10余粒。

## 分布
分布在蒙古、俄罗斯、朝鲜、日本、北美以及中国大陆的东北、西北、西南、华北等地，生长于海拔1,100米至4,200米的地区，见于向阳山坡灌丛或林缘地带。
此物在其原产地有栽培，可作为牧草使用，也可防风固沙。沙打旺耐寒、耐旱、耐贫瘠、耐盐碱、抗风蚀和沙埋，可适应各种土壤。

## 别名
直立黄芪（中国主要植物图说 豆科），沙打旺（陕北），麻豆秧等。

## 异名
- Astragalus inopinatus Boriss.